# Daya He
Daya He är ett vattendrag i Kina. Det ligger i provinsen Liaoning, i den nordöstra delen av landet, omkring 170 kilometer sydost om provinshuvudstaden Shenyang.
Genomsnittlig årsnederbörd är 1 268 millimeter. Den regnigaste månaden är juli, med i genomsnitt 382 mm nederbörd, och den torraste är januari, med 9 mm nederbörd.